# Bahnstrecke Deggendorf–Kalteneck
| |                           |                                      |                                      |
| Streckennummer (DB): | 5841                      |                                      |                                      |
| Kursbuchstrecke (DB): | ehem. 876                 |                                      |                                      |
| Kursbuchstrecke: | 426p (1946)               |                                      |                                      |
| Streckenlänge: | 54,0 km                   |                                      |                                      |
| Spurweite: | 1435 mm (Normalspur)      |                                      |                                      |
| Streckenklasse: | C2 D4 (nur Hbf bis Hafen) |                                      |                                      |
| |                           |                                      |                                      |
| \| \| \| von Bayerisch Eisenstein \| \| \| \| 0,000 \| Deggendorf Hbf \| 321 m \| \| \| \| nach Metten \| \| \| \| \| nach Landshut (Bay) Hbf \| \| \| \| 1,612 \| Anschlussgleis MAN DWE \| Anschlussgleis MAN DWE \| \| \| 2,502 \| Deggendorf Hafen \| Deggendorf Hafen \| \| \| \| Anschlussgleis Hafen Deggendorf \| \| \| \| 4,245 \| Infrastrukturgrenze DB InfraGO / DHB \| Infrastrukturgrenze DB InfraGO / DHB \| \| \| 6,200 \| Halbmeile \| Halbmeile \| \| \| 7,400 \| Seebach (Niederbay) \| Seebach (Niederbay) \| \| \| 7,900 \| Deggendorf Textilwerke \| Deggendorf Textilwerke \| \| \| 11,620 \| Hengersberg \| 311 m \| \| \| \| Anschlussgleis Sägewerk Schwaiger \| \| \| \| 16,640 \| Schwanenkirchen \| Schwanenkirchen \| \| \| 20,210 \| Iggensbach \| Iggensbach \| \| \| 24,250 \| Schöllnach \| 376 m \| \| \| 26,500 \| Gunzing \| Gunzing \| \| \| 29,200 \| Außernzell \| Außernzell \| \| \| 33,290 \| Eging \| 398 m \| \| \| 37,170 \| Nammering \| Nammering \| \| \| 40,980 \| Fürstenstein \| Fürstenstein \| \| \| 43,000 \| Englburg \| Englburg \| \| \| 44,600 \| Tittling West \| Tittling West \| \| \| 45,600 \| Tittling Markt \| 510 m \| \| \| 49,300 \| Witzmannsberg \| Witzmannsberg \| \| \| \| von Freyung \| \| \| \| 54,030 \| Kalteneck \| 334 m \| \| \| \| nach Passau \| \| \| \| \| \| \| \| Quellen: [1][2] \| \| \| \| |                           |                                      |                                      |
| Strecke |                           | von Bayerisch Eisenstein             | von Bayerisch Eisenstein             |
| Bahnhof | 0,000                     | Deggendorf Hbf                       | 321 m                                |
| Abzweig geradeaus und ehemals nach rechts |                           | nach Metten                          | nach Metten                          |
| Abzweig geradeaus und nach rechts |                           | nach Landshut (Bay) Hbf              | nach Landshut (Bay) Hbf              |
| Abzweig geradeaus und nach rechts | 1,612                     | Anschlussgleis MAN DWE               | Anschlussgleis MAN DWE               |
| Dienststation / Betriebs- oder Güterbahnhof | 2,502                     | Deggendorf Hafen                     | Deggendorf Hafen                     |
| Abzweig geradeaus und nach rechts |                           | Anschlussgleis Hafen Deggendorf      | Anschlussgleis Hafen Deggendorf      |
| Wechsel des Eisenbahninfrastrukturunternehmens | 4,245                     | Infrastrukturgrenze DB InfraGO / DHB | Infrastrukturgrenze DB InfraGO / DHB |
| ehemaliger Haltepunkt / Haltestelle | 6,200                     | Halbmeile                            | Halbmeile                            |
| ehemaliger Haltepunkt / Haltestelle | 7,400                     | Seebach (Niederbay)                  | Seebach (Niederbay)                  |
| ehemalige Blockstelle | 7,900                     | Deggendorf Textilwerke               | Deggendorf Textilwerke               |
| ehemaliger Dienststation / Betriebs- oder Güterbahnhof | 11,620                    | Hengersberg                          | 311 m                                |
| Abzweig ehemals geradeaus und nach rechts |                           | Anschlussgleis Sägewerk Schwaiger    | Anschlussgleis Sägewerk Schwaiger    |
| Bahnhof (Strecke außer Betrieb) | 16,640                    | Schwanenkirchen                      | Schwanenkirchen                      |
| Haltepunkt / Haltestelle (Strecke außer Betrieb) | 20,210                    | Iggensbach                           | Iggensbach                           |
| Bahnhof (Strecke außer Betrieb) | 24,250                    | Schöllnach                           | 376 m                                |
| Haltepunkt / Haltestelle (Strecke außer Betrieb) | 26,500                    | Gunzing                              | Gunzing                              |
| Bahnhof (Strecke außer Betrieb) | 29,200                    | Außernzell                           | Außernzell                           |
| Bahnhof (Strecke außer Betrieb) | 33,290                    | Eging                                | 398 m                                |
| Bahnhof (Strecke außer Betrieb) | 37,170                    | Nammering                            | Nammering                            |
| Bahnhof (Strecke außer Betrieb) | 40,980                    | Fürstenstein                         | Fürstenstein                         |
| Haltepunkt / Haltestelle (Strecke außer Betrieb) | 43,000                    | Englburg                             | Englburg                             |
| Haltepunkt / Haltestelle (Strecke außer Betrieb) | 44,600                    | Tittling West                        | Tittling West                        |
| Bahnhof (Strecke außer Betrieb) | 45,600                    | Tittling Markt                       | 510 m                                |
| Haltepunkt / Haltestelle (Strecke außer Betrieb) | 49,300                    | Witzmannsberg                        | Witzmannsberg                        |
| Abzweig ehemals geradeaus und von links |                           | von Freyung                          | von Freyung                          |
| Bahnhof | 54,030                    | Kalteneck                            | 334 m                                |
| Strecke |                           | nach Passau                          | nach Passau                          |
| |                           |                                      |                                      |
| Quellen: |                           |                                      |                                      |

Die Bahnstrecke Deggendorf–Kalteneck ist eine Nebenbahn in Bayern. Sie verband die Bayerische Waldbahn von Plattling über Zwiesel nach Bayerisch Eisenstein mit der von Passau über Waldkirchen nach Freyung führenden Bahnstrecke Passau–Freyung (Ilztalbahn). In Anlehnung an die Waldbahn Plattling–Bayerisch Eisenstein wurde sie auch Vorwaldbahn genannt. Heutzutage ist nur noch der Abschnitt zwischen dem Hauptbahnhof Deggendorf und Hengersberg im Güterzugverkehr im Betrieb; auf der übrigen Strecke bis Kalteneck wurde 2006 ein Großteil des Radwanderweges „Donau-Ilz-Radweg“ angelegt.

## Baugeschichte
Nach dem Bau der Waldbahn von Plattling über Deggendorf nach Bayerisch Eisenstein, fertiggestellt 1877, und der Ilztalbahn von Passau nach Freyung, fertiggestellt 1892, strebten auch die Gemeinden zwischen diesen Linien, u. a. Aicha, Eging am See und Tittling, einen Bahnanschluss an. Sie favorisierten eine Stichbahn von Vilshofen nach Norden. Einer Verwirklichung standen aber zum einen die starken Steigungen aus dem Donautal und zum anderen das Erfordernis einer Donaubrücke entgegen. Nach langem Ringen entschied sich die Bayerische Staatsbahn zum Bau einer Querverbindung zwischen den beiden vorhandenen Bahnen als der kostengünstigeren Möglichkeit.
So beschloss der bayerische Landtag mit Gesetz vom 26. Juni 1908 den Bau einer eingleisigen Nebenbahn von Deggendorf über Eging nach Kalteneck mit Anschluss an die Ilztalbahn. Durch diese Linienführung konnten auch der Deggendorfer Hafen und der Markt Hengersberg an das Bahnnetz angeschlossen werden. Die Haftung für strittige Grundabtretungen hatten Deggendorf, Hengersberg und Passau gegenüber der Staatsbahn übernommen.
Der Bahnbau begann im Sommer 1910 von beiden Endpunkten aus. Dadurch konnten die 11,62 Kilometer lange Strecke von Deggendorf nach Hengersberg und die 20,75 Kilometer lange Strecke von Kalteneck nach Eging schon am 26. November 1913 mit großen Feiern eröffnet werden. Das Mittelstück, 21,66 Kilometer lang, ging am Vorabend des Ersten Weltkriegs am 1. August 1914 ohne großes Aufsehen in Betrieb.

## Zugverkehr
Für den Zugverkehr standen die bayerischen Lokalbahnmaschinen der Bahnbetriebswerke Plattling und Passau zur Verfügung. Auf der Strecke Deggendorf–Hengersberg liefen in den ersten Monaten täglich drei Zugpaare, zwischen Eging und Kalteneck vier Zugpaare. Die nach der vollständigen Inbetriebnahme anfänglich eingesetzten durchlaufenden vier Zugpaare wurden während des Ersten Weltkriegs nach und nach auf zwei Zugpaare reduziert. Da diese Züge auch Güterwagen mitnehmen mussten, ergaben sich lange Fahrzeiten auf der Strecke. 1936 liefen fünf Zugpaare auf der Strecke, wobei abends in Eging Züge aus beiden Richtungen endeten, die morgens wieder zurückfuhren. Mitte April 1945 benutzte die Strecke ein aus dem KZ Buchenwald kommender Gefangenentransport (54 Güterwaggons mit rund 5000 Menschen an Bord), der dann fünf Tage im Bahnhof Nammering Halt machen musste. An die fast 800 Menschen, die während dieser Zeit in Nammering umkamen, erinnert das „Mahnmal KZ-Transport 1945“ am ehemaligen Bahnhofsgelände. 1976 liefen die fünf Zugpaare auf dem Abschnitt Deggendorf – Eging nur noch an Werktagen. Sonntags wurden sie durch drei Buskurse ersetzt.

## Stilllegungen
Mit der Zunahme des Individualverkehrs gingen auch auf dieser Bahnstrecke die Benutzerzahlen ständig zurück, obwohl noch eine Reihe von Haltepunkten zusätzlich eingerichtet und der Betrieb auf Schienenbusse umgestellt wurde. Der Fracht- und Stückgutverkehr hatte ebenfalls Einbußen hinzunehmen. So kam es auch hier schrittweise zu Stilllegungen. Den Anfang machte der Personenverkehr, der zwischen Eging und Kalteneck zum 1. Oktober 1972 eingestellt wurde. Es folgte zum 3. Juni 1973 die Einstellung des planmäßigen Güterverkehrs zwischen Tittling Markt und Kalteneck. Bemerkenswert hierbei ist, dass der letztgenannte Abschnitt für gelegentliche Umleiterverkehre von und nach Waldkirchen, Jandelsbrunn und Freyung noch über 20 Jahre lang betriebsfähig vorgehalten wurde, obwohl auf ihm kein planmäßiger Zugverkehr mehr stattfand. Dieser Abschnitt wurde seither bis zur endgültigen Stilllegung zwar nur noch selten, aber doch immer wieder genutzt. So ist z. B. für Anfang der 1990er Jahre das Verkehren diverser Schotterzüge von der an der Ilztalbahn gelegenen Haltestelle Mayersäge über Kalteneck und Deggendorf nach München überliefert. Weitere Beispiele sind die „Bayerwaldrundfahrt“ von Passau über Kalteneck, Eging und Deggendorf nach Viechtach im Juli 1986; wegen einer vorübergehenden Sperrung der Kachletbrücke in Passau umgeleitete Güterzüge von und nach Waldkirchen, Jandelsbrunn und Freyung im Jahr 1988; ein Sonderzug von Passau über Kalteneck nach Tittling zum dortigen Vereinsfest im Sommer 1992 sowie eine private Sonderfahrt von Eisenbahnfreunden von Passau über Kalteneck und Eging nach Deggendorf im September 1993. Die nächste Stilllegung traf wieder den Personenverkehr, der von Deggendorf bis Eging zum 25. September 1981 eingestellt wurde. Es folgte die Einstellung des Güterverkehrs zwischen Eging und Tittling Markt und damit einhergehend die Gesamtstilllegung des Abschnitts Eging – Kalteneck zum 2. April 1995. Der Teilstilllegung des Abschnitts zwischen Eging (ausschließlich) und Kalteneck (ausschließlich) war eine entsprechende Genehmigung des Eisenbahn-Bundesamtes vom 3. Februar 1995 vorausgegangen. Zum 1. September 2002 wurde auch der Abschnitt zwischen Hengersberg und Eging stillgelegt. Nachdem im Herbst 1999 die Gleise zwischen Kalteneck und Eging sowie im Laufe des Jahres 2004 die Gleise zwischen Eging und Hengersberg abgebaut wurden, konnte 2006 zwischen Hengersberg und Kalteneck auf der ehemaligen Bahntrasse der Donau-Ilz-Radweg eröffnet werden. Auf der 11,6 Kilometer langen Reststrecke von Deggendorf Hauptbahnhof über Deggendorf Hafen nach Hengersberg findet heute noch Güterverkehr statt.

## Heutiger Betrieb
Das Teilstück von Deggendorf Hafen (ausschließlich) ab Kilometer 4,245 bis Hengersberg ist zum 1. September 2007 als privates Anschlussgleis in den Besitz der DHB Grundstücks GmbH + Co. KG übergegangen. Dieses Teilstück wird für Güterverkehr des Sägewerks Schwaiger benutzt. Die Teilstrecke Deggendorf Hafen–Deggendorf Hbf dient darüber hinaus dem Güterverkehr von und zum Donauhafen. Dort verkehren mehrmals täglich Güterzüge die den Hafen mit Tank- und Schotterwaggons beliefern. Die Strecke wird im Betriebsverfahren Zugleitbetrieb betrieben.
Es gab Vorschläge, die Bahnstrecke 2014 zur Anbindung des Landesgartenschaugeländes zu nutzen; dies wurde jedoch nicht realisiert. Mit Stand Juli 2016 wird die Idee einer Reaktivierung mit Haltestelle an der Technischen Hochschule von der Stadt Deggendorf jedoch weiterverfolgt.
Gegen Ende des Jahres 2019 wurde der Gleisanschluss der Firma Schwaiger in Hengersberg um 2 Gleise von je 500 Meter Länge erweitert. Täglich wird das Sägewerk mit Holz durch Ganzzüge der EVB beliefert. Mehrmals wöchentlich verkehrt ein Container-Shuttle aus Triest auf der Nebenbahn.